# Utopia House
Utopia House es una casa museo histórica en Mutare, Zimbabue. La casa, construida en 1897, fue la primera casa moderna construida en Mutare. Originalmente fue el hogar de Rhys Fairbridge, uno de los primeros colonos blancos de la zona. El interior de la casa ha sido restaurado a lo que habría sido en la década de 1910, incluidos algunos muebles originales y posesiones de la familia Fairbridge. Junto con el Museo de Mutare, Utopia House es uno de los dos museos de Mutare y es un Monumento Nacional de Zimbabue.

## Localización
Utopia House se encuentra en el suburbio de Murambi, a unas dos millas del centro de la ciudad y a unos dos kilómetros del Museo de Mutare. La dirección de la calle del museo es 11 Jason Moyo Drive, al otro lado de la calle de St. Dominic's High School.

## Historia
Utopia House fue construida en 1897 como el hogar de Rhys y Rosalie Fairbridge. Rhys Fairbridge, un sudafricano blanco, llegó a Manicaland a principios de la década de 1890 para trabajar como topógrafo de la Compañía Británica de Sudáfrica. Inspeccionó la tierra que ahora comprende la ciudad de Mutare y las áreas circundantes. En 1897, construyó una nueva casa para él y su esposa, llamada "Utopía" en uno de los mejores sitios que había encontrado mientras realizaba un levantamiento topográfico. Primero construyó las paredes de piedra de la casa de cuatro pies de alto, antes de detener temporalmente la construcción debido a la falta de fondos y a la anticipación de la próxima temporada de lluvias. Colocó postes de soporte alrededor de las paredes incompletas, llenó los huecos con esteras de caña y construyó un techo de paja. Más tarde terminó de construir la casa con materiales locales, con la excepción de techos, puertas y ventanas, en los que usó hierro corrugado, que importó de Sudáfrica. Fue la primera casa "moderna" o de estilo europeo construida en Mutare.

## Descripción
Utopia House es una casa museo histórica y un Monumento Nacional de Zimbabue. Está bajo el cuidado de los Museos y Monumentos Nacionales de Zimbabue y está comisariado por el personal del Museo de Mutare. Utopia House y el Museo de Mutare son los únicos dos museos en Mutare, la cuarta ciudad más grande de Zimbabue.
El museo fue restaurado a su aspecto como una casa privada durante el período 1910-20. Muchos de los muebles y posesiones originales de Fairbridge se conservaron y permanecen en exhibición dentro de la casa.  Junto con su colección de artefactos históricos, el campus del museo incluye jardines y un teatro. El Phoenix Theatre tiene programación periódica de obras de teatro, mientras que los jardines albergan una estatua de Kingsley Ogilvie Fairbridge, un poeta y educador e hijo de Rhys Fairbridge. La estatua fue descubierta el 8 de julio de 1953 por la reina madre Isabel Bowes-Lyon y fue trasladada a los jardines de Utopia House en 1982.